# Komárov u Mladějovic
Komárov (deutsch Komarn) ist eine Gemeinde in Tschechien. Sie liegt fünf Kilometer nordwestlich von Šternberk und gehört zum Okres Olomouc.

## Geographie
Komárov befindet sich am westlichen Abfall des Niederen Gesenkes über der Obermährischen Senke (Hornomoravský úval). Der Ort erstreckt sich zwischen den Bächen Řídečský potok und Zlatý potok. Nördlich erhebt sich der Komárovský kopec (297 m), im Osten der Krkavčí (389 m) und der Lískovec (337 m). Gegen Nordosten liegt der Teich Řídečský rybník. Südwestlich des Dorfes verläuft die Bahnstrecke Olomouc – Šumperk; die Bahnstation Mladějovice liegt einen knappen Kilometer außerhalb der Ortschaft.
Nachbarorte sind Paseka und Pasecký Žleb im Norden, Řídečská Myslivna und Mutkov im Nordosten, Řídeč im Osten, Hlásnice, Krakořice und Babice im Südosten, Dolní Mladějovice im Norden, Mladějovice im Südwesten, Březina und Rybníček im Westen sowie Haukovice im Nordwesten.

## Geschichte
Bis ins 13. Jahrhundert erstreckten sich oberhalb von Mladějovice dichte Urwälder, die bis zur mährischen Grenze im Altvatergebirge reichten. Im Zuge der Kolonisation entstanden am Abfall des Gebirges neue Ansiedlungen. Nach dem Gedenkbuch der Gemeinde soll Komárov 1270 im Zuge der Errichtung des bischöflichen Lehns Mladějovice durch Bischof Theoderich von Neuhaus erstmals erwähnt worden sein. Im Jahre 1395 erwarb Peter von Sternberg das Lehn Mladějovice und schloss es an die Herrschaft Sternberg an. Die erste urkundliche Erwähnung von Komarn erfolgte 1413, als Heinrich und Benedikt von Krawarn und Plumlov, die Privilegien des Komarner Richters Merten erneuerten und ihm und seinen Nachkommen neben der freien Besetzung des Richteramtes auch den Besitz des Erbgerichts mit Mühle und Garten zusicherte. Ab 1480 wurde das Dorf als Komárov und 1599 als Komaren bezeichnet. Bei der von 1556 bis 1558 andauernden Pestepidemie verstarb ein Großteil der Einwohner und die gesamte Herrschaft Sternberg verödete und verarmte. Da der Bevölkerungsverlust nicht mit tschechischen Untertanen zu kompensieren war, holte Karl II. von Münsterberg, der 1570 durch Heirat an die Herrschaft Sternberg gelangt war, deutsche Siedler aus seinen schlesischen Besitzungen und der Grafschaft Glatz ins Land. Zugleich förderte er den Protestantismus. Im Sternberger Urbar von 1599 tragen noch die meisten der Grundstücksbesitzer tschechische Namen. 1642 besetzten schwedische Truppen das Gebiet und hielten es noch bis 1650. Die während des Dreißigjährigen Krieges einsetzende Rekatholisierung führte dazu, dass Protestanten zum Verlassen des Landes gezwungen wurden. Nach dem Tod des Herzogs Karl Friedrich I. von Münsterberg-Oels, mit dem die schlesische Linie der Podiebrader erlosch, folgte ihm 1647 sein Schwiegersohn Silvius I. Nimrod von Württemberg-Oels. Die Herzöge von Württemberg-Oels ließen die verlassenen Gehöfte mit deutschen Bauern besetzen. Wie die anderen Orte der Gegend wurde auch Komarn im Laufe des 17. Jahrhunderts gänzlich germanisiert. Die Matriken wurden seit 1657 in Bladowitz geführt. 1693 verkaufte Silvius II. Friedrich die Herrschaft Sternberg an Johann Adam Andreas von Liechtenstein. Weitere Namensformen waren Comarn (ab 1636), Comorau (1716), Comarnium (1771) und Komarnov (1847). Bis zur Mitte des 19. Jahrhunderts blieb der Ort immer zur Fürstlich Liechtensteinischen Herrschaft Sternberg untertänig.
Nach der Aufhebung der Patrimonialherrschaften bildete Komarn/Komárov ab 1850 eine Gemeinde in der Bezirkshauptmannschaft und dem Gerichtsbezirk Sternberg. 1894 lebten in den 30 Häusern des Dorfes 174 deutschsprachige Katholiken. Beim Zensus von 1930 umfasste die Gemeinde Komarn eine Fläche von 149 ha und bestand aus 45 Häusern; unter den 187 Einwohnern waren vier Tschechen.
Nach dem Münchner Abkommen wurde die Gemeinde am 10. Oktober 1938 an das Deutsche Reich angegliedert und gehörte bis 1945 zum Landkreis Sternberg. 1939 hatte Komarn 190 Einwohner. Am 6. Mai 1945 nahm die 4. Ukrainische Front der Roten Armee den Ort ein. Nach Kriegsende kam die Gemeinde wieder zur Tschechoslowakei zurück. Ab Juni 1945 erfolgte die Ansiedlung von Tschechen aus Mähren und Wolhynien. Im selben Jahre wurde das Dorf nach Řídeč eingemeindet. Die deutsche Bevölkerung wurde bis 1946 mit LKWs ins Sammellager Štěpánov abtransportiert.
Im Zuge der Gebietsreform von 1960 wurde der Ort nach der Auflösung des Okres Šternberk dem Okres Olomouc zugeordnet und zusammen mit Řídeč nach Mladějovice eingemeindet. Im Jahre 1979 wurde Komárov schließlich zum Ortsteil von Šternberk. Nach der Samtenen Revolution löste sich Komárov mit Beginn des Jahres 1993 wieder los und bildete seither eine eigene Gemeinde. Seit 2005 führt die Gemeinde ein Wappen und Banner. Komárov ist ein landwirtschaftlich geprägtes Dorf.

## Gemeindegliederung
Für die Gemeinde Komárov sind keine Ortsteile ausgewiesen.

## Sehenswürdigkeiten
- Kapelle der Jungfrau Maria, sie wurde 2005 instand gesetzt und neu geweiht
- Steinkreuz in den Feldern
- Erbgericht am Straßenkreuz, es dient heute als Gaststätte und Verkaufsstelle